# Secret Cinema
Secret Cinema is een Nederlandse danceact van Jeroen Verheij (Rotterdam, 1971). Daarmee maakt hij house en techno en vormt hij een liveact. Secret Cinema is vooral bekend van het nummer Timeless Altitude (1994). Ook maakte hij onder de naam Grooveyard de hits Mary Go Wild (1996) en Let The Music Be Your Guide (2000). Verheij werkte erg vaak samen met dj Michel de Hey.

## Biografie
De uit Rotterdam afkomstige Jeroen Verheij groeide op als zoon van een jazzmuzikant. Het muziek maken valt hem als kind tegen tot hij op een computerbeurs ontdekt hoe hij op een Amiga muziek kan maken. Hij begon in 1990 met produceren. Bij platenhandel Midtown lukt het hem om tracks uitgebracht te krijgen. Paul Elstak en  Peter Slaghuis horen wel wat in de track Artificial Fantasy. Onder de naam Meng Syndicate maakte vanaf dat moment meer tracks, waarvan Sonar System het goed deed in clubs. Ook maakte hij deel uit van het project Problem House waarin Speedy J en Peter Slaghuis participeerden. Voor de kost had hij allerlei baantjes zoals het plukken van tomaten. In 1993 werd hij ontdekt door Michel de Hey. Die bood hem een contract aan op zijn label. Vervolgens verschenen singles als Mengs theme (1993) van Point Blank en Timeless Altitude (1994) van Secret Cinema.
Zijn eerste kleine hitje volgde begin 1995 met het nummer Watch Me Now onder de naam Grooveyard. Twee jaar later overtrof hij dit ruimschoots met het nummer Mary Go Wild dat tot in de top 15 kwam. Dit nummer werd melodieuzer gemaakt met als doel om vrouwen meer te laten dansen op techno. Naar het nummer wordt later ook een geschiedenisboek over dancemuziek genoemd. Later maakte hij ook enkele malen het themanummer voor de Fast Forward Dance Parade samen met Michel de Hey. Vooral het nummer Let The Music Be Your Guide, voor de editie in 2000, deed het erg goed.
In 2001 bracht hij met White Men Can't Funk zijn eerste album uit. Daarna hield hij zich een periode bezig met het maken van filmmuziek. Later verschenen de albums Skunk & Espresso (2006) en Minerals (2011). Ook richtte hij het label Gem Records op. In 2019 maakte hij een remix van Anasthasia van T99.
Zijn show Gem FM is elke zondagnacht tussen 02:00 en 03:00 uur te beluisteren op radiozender SLAM!.

## Discografie

### Hitnoteringen
| Single met eventuele hitnotering(en) in de Nederlandse Top 40 | Datum van verschijnen | Datum van binnenkomst | Hoogste positie | Aantal weken | Opmerkingen                              |
| ------------------------------------------------------------- | --------------------- | --------------------- | --------------- | ------------ | ---------------------------------------- |
| Watch Me Now                                                  | 1995                  | 25-02-1995            | tip6            | -            | als Grooveyard / Dancesmash op Radio 538 |
| Mary Go Wild                                                  | 1996                  | 11-01-1997            | 12              | 7            | als Grooveyard / Dancesmash op Radio 538 |
| Let The Music Be Your Guide                                   | 2000                  | 26-08-2000            | 26              | 2            | als Grooveyard ft. Michel de Hey         |
| Dance Valley Theme 2002                                       | 2002                  | 17-08-2002            | 50              | 4            | ft. Michel de Hey en MC Marxman          |
| Mary Go Wild (Ron van den Beuken Remix Edit)                  | 2006                  | 13-05-2006            | tip8            | -            | als Grooveyard                           |

### Albums
- White Men Can't Funk (2001)
- Skunk & Espresso (2006)
- Minerals (2011)

Gijs Alkemade · 
Alok · 
Claptone · 
Hielke Boersma · 
Max Bolhuis · 
Thomas van Empelen · 
Sam Feldt · 
Fedde le Grand · 
Jochem Hamerling · 
Lars van Heeswijk · 
Oliver Heldens · 
Anoûl Hendriks · 
James Hype · 
Eelke Kleijn ·  
Julia Maan · 
Mau P · 
R3hab · 
Nicky Romero · 
Franky Rizardo · 
Erik-Jan Rosendahl · 
Raoul Schram · 
Secret Cinema · 
Solardo · 
Dimitri Vegas & Like Mike · 
Vintage Culture · 
Joris Voorn · 
Jarno van der Wielen · 
Mike Williams · 
Olivier Weiter · 
Patrick Wolda

lijst van huidige en voormalige dj's van SLAM!